# 724 v.Chr.
Het jaar 724 v.Chr. is een jaartal volgens de christelijke jaartelling.

## Gebeurtenissen

### Midden-Oosten
- Koning Tefnachte de eerste farao van de 24e dynastie van Egypte.
- Koning Salmanasser V van Assyrië komt het koninkrijk Israël binnenvallen om orde op zaken te stellen. Koning Hosea, die onbekwaam wordt geacht, wordt gevangengezet als hij voor de grootvorst verschijnt voor vredesonderhandelingen.

## Overleden
- Aristodemus, koning van Messenië